# أسا كريست
أسا كريست (بالإنجليزية: Asa Kryst)‏ هو لاعب كرة قدم أمريكي في مركز الهجوم، ولد في 25 مايو 1993 في جاكسون في الولايات المتحدة. لعب مع شارلوت إندبنتنس.